# خوان اینفانته
خوان اینفانته (انگلیسی: Juan Infante؛ زادهٔ ۷ ژانویهٔ ۱۹۹۶) بازیکن فوتبال اهل آرژانتین است.